# Бедрыньская, Ханна
Ханна Бедрыньская или Ханна Бедрыньская-Борович (пол. Hanna Bedryńska, Hanna Bedryńska-Borowicz) — польская актриса театра, кино и телевидения.

## Биография
Ханна Бедрыньская родилась 16 февраля 1924 года в Лодзи. Участница Варшавского восстания 1944. Дебютировала в театре в 1949 г. Актриса театров в Познани и Лодзи. Выступала в спектаклях «театра телевидения» в 1957—1985 гг. Умерла 18 августа 2009 года в Варшаве, похоронена на Старом кладбище в Лодзи.

## Избранная фильмография
- 1957 — Сокровище капитана Мартенса / Skarb kapitana Martensa
- 1961 — История желтой туфельки / Historia żółtej ciżemki
- 1965 — Капитан Сова идёт по следу / Kapitan Sowa na tropie (только в 7-й серии)
- 1966 — Марыся и Наполеон / Marysia i Napoleon
- 1967 — Юлия, Анна, Геновефа... / Julia, Anna, Genowefa
- 1970 — Доктор Эва / Doktor Ewa (во 2-й и 7-й серии)
- 1974 — Сколько той жизни / Ile jest życia (в 5-й и 6-й серии)
- 1975 — Мазепа / Mazepa
- 1981 — Ян Сердце / Jan Serce (только в 10-й серии)
- 1987 — Маримонтская соната / Sonata marymoncka
- 1990 — Мария Кюри, почтенная женщина / Marie Curie. Une femme honorable

## Награды[1]
- 1955 — Серебряный Крест Заслуги.
- 1975 — Золотой Крест Заслуги.
- 1984 — Кавалерский крест Ордена Возрождения Польши.
- 1984 — Варшавский повстанческий крест.
- 1995 — Крест Армии Крайовой.
- 2000 — Офицерский крест Ордена Возрождения Польши.
- 2000 — Заслуженный деятель культуры Польши.